# Cousinerie
Cousinerie est un quartier de la ville de Villeneuve-d'Ascq dans le département du Nord.

## Dénomination
Le quartier doit son nom à un ancien fief qui y était installé, appelé Cousinerie, Coisnerie ou Consignerie.

## Géographie

### Délimitation
Le quartier est délimité au sud par le parc urbain et le parc du Héron, à l'ouest par le boulevard du Breucq, au nord par l'avenue de Roubaix.

## Histoire
Autrefois, le territoire du quartier était séparé entre la commune de Flers à l'ouest et Annappes à l'est.
Dans le quartier était installé l'aérodrome de Flers-lez-Lille.
Le quartier commence à se créer en 1975.
En septembre 1978 ouvre l'école Albert Camus.
Fin 1978, la Cousinerie commence à s'étendre vers le sud.
Fin 1979, la Cousinerie centre voit se dessiner son visage définitif.
En 1981, les premiers commerces s'installent à la Cousinerie.
Le Musée d'art moderne de Villeneuve d'Ascq ouvre en mai 1983 et est inauguré le 17 novembre 1983 en présence de Jack Lang, Ministre de la culture.
Le 17 décembre 1983, la place Jean Moulin, cœur de la Cousinerie centre, est inaugurée.
Le 4 mai 1984 est posée la première pierre du collège Camille Claudel.
En 1986, la construction du quartier se termine.
Le 14 novembre 2008, le centre ABA Camus, qui accueille des enfants autistes, a été inauguré en présence de l'acteur Francis Perrin, escorté des deux ministres Xavier Bertrand et Valérie Létard,,,. C'est, à sa création, la meilleure structure pour traiter l'autisme en France,.
Le 25 septembre 2010, le Musée d'art moderne de Villeneuve d'Ascq rouvre après des travaux d'extension et change de nom pour devenir le LaM.

## Sites remarquables

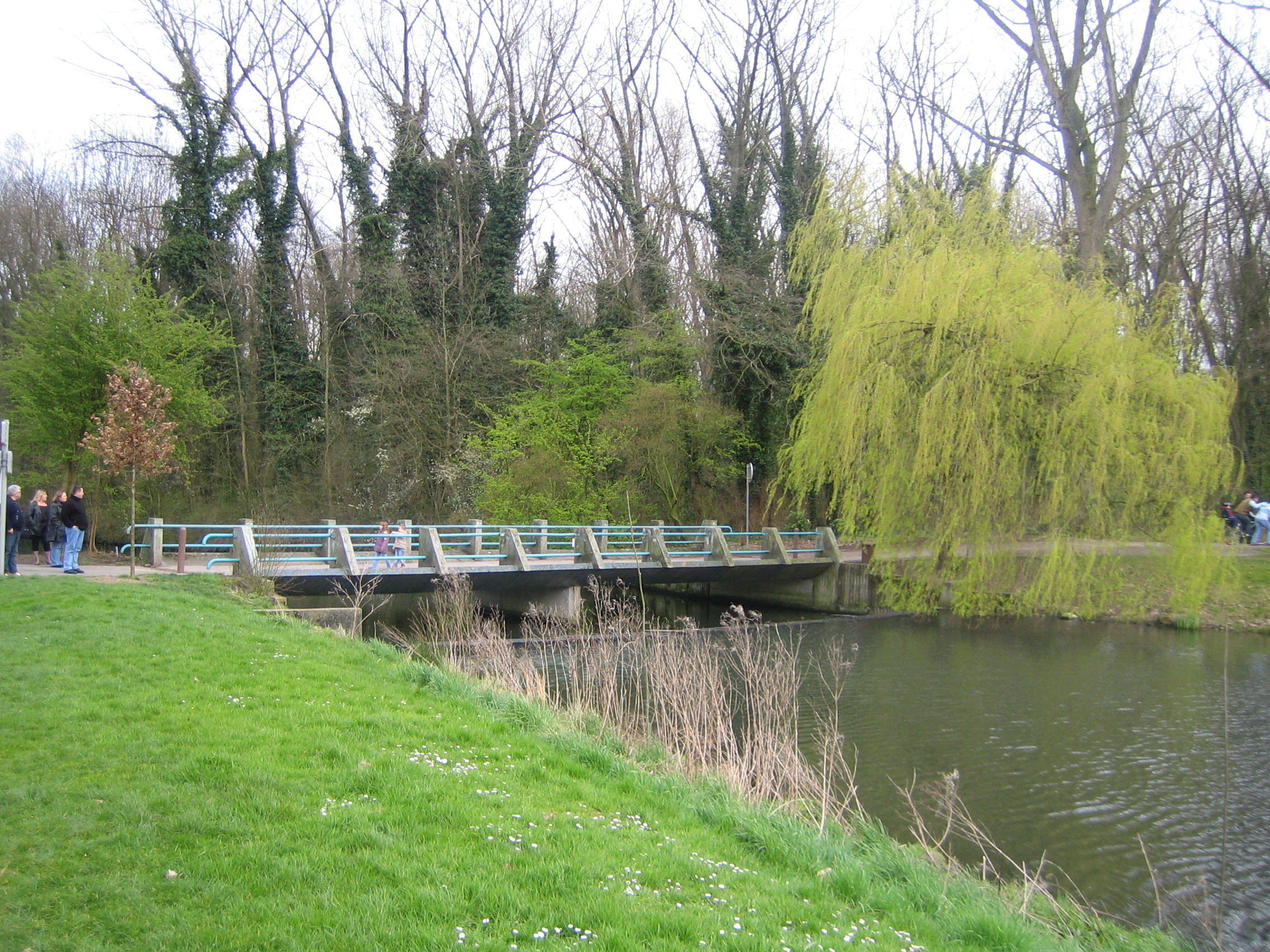
Parc urbain

On trouve à la Cousinerie deux musées parmi les plus visités de la ville : le Musée des moulins de Villeneuve d'Ascq et le Lille Métropole Musée d'art moderne, d'art contemporain et d'art brut (LaM), sans oublier le Parc archéologique Asnapio. On trouve au sud du quartier une vaste zone verte composée du Parc du Héron et du Parc urbain de Villeneuve d'Ascq. Enfin, le quartier compte une église, l'église Notre-Dame de la Cousinerie.

## Transport
Le quartier est desservi par les lignes de bus Liane 6, 32 et 34 du réseau Ilévia.